# Harald Jährling

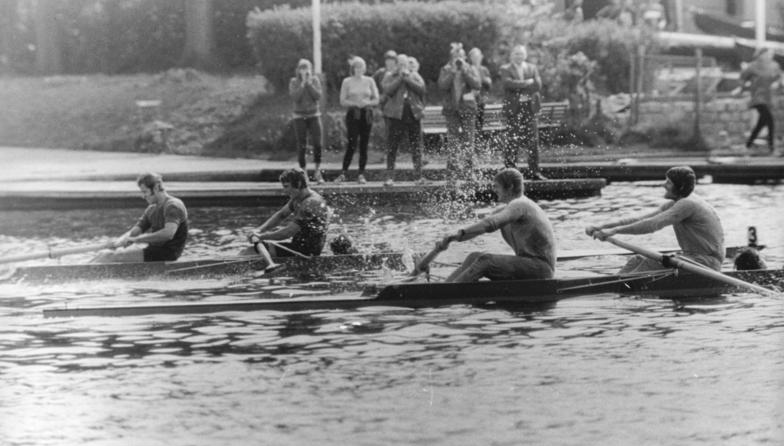
Im hinteren Boot von links nach rechts: Jährling, Ulrich und Spohr 1976

Harald Jährling (* 20. Juni 1954 in Burg; † 18. Mai 2023 in Klötze) war ein Ruderer aus der DDR. 1976 und 1980 wurde Jährling Olympiasieger im Zweier mit Steuermann.

## Werdegang
Der Ruderer vom SC Magdeburg wurde bei der Spartakiade 1972 Zweiter im Zweier ohne Steuermann. Im Herbst 1975 bildete er zusammen mit Friedrich-Wilhelm Ulrich und Steuermann Georg Spohr einen Zweier mit Steuermann. Dieses Boot konnte sich bei der Olympiaqualifikation 1976 gegen die amtierenden Olympiasieger und Weltmeister Wolfgang Gunkel und Jörg Lucke durchsetzen. Bei den Olympischen Spielen 1976 waren Jährling, Ulrich und Spohr deutlich überlegen und siegten mit fast drei Sekunden Vorsprung vor dem sowjetischen Boot.
Bei der Weltmeisterschaft 1977 wurde das Boot Zweiter hinter dem bulgarischen Boot. 1978 saßen Jährling und Ulrich im DDR-Achter und wurden in diesem Boot Weltmeister. Bei den Olympischen Spielen 1980 traten Jährling, Ulrich und Spohr wieder zusammen im Zweier mit Steuermann an. Sie siegten knapp vor dem sowjetischen Boot. 
1976 und 1980 wurde er für seine Olympiasiege mit dem Vaterländischen Verdienstorden in Silber ausgezeichnet. Diesen Orden erhielt er auch 1984.
Nach 1980 beendete Jährling seine Karriere und wurde Trainer beim SC Magdeburg. Er studierte an der Deutschen Hochschule für Körperkultur in Leipzig und legte dort 1987 seine Diplomarbeit (Titel: „Längsschnittanalyse 1973 – 1984 wesentlicher biomechanischer Parameter hochleistungsfähiger Sportler des Deutschen Rudersportverbandes der DDR“) vor. Nach dem Mauerfall zog es Jährling nach Australien, und dort wurde er Direktor beim Ruderverband. Sein Sohn Robert saß 1996 im australischen Achter und wurde Olympiasechster.
Im März 2024 wurde Jährling postum zusammen mit Friedrich-Wilhelm Ulrich und Georg Spohr für Olympia-Gold als Sportler des SC Magdeburg mit einer Granit-Bronze-Platte auf dem Magdeburger Sports Walk of Fame auf dem Breiten Weg geehrt.